# Caridina imitatrix
Caridina imitatrix е вид десетоного от семейство Atyidae. Видът не е застрашен от изчезване.

## Разпространение и местообитание
Разпространен е в Нова Каледония.
Обитава сладководни басейни и реки.